# Josué 6
Josué 6 es el sexto capítulo del Libro de Josué en la Biblia hebrea o en el Antiguo Testamento de la Biblia cristiana. Según la tradición judía, el libro se atribuyó a Josué, con añadidos de los sumos sacerdotes Eleazar y Fineas, pero los eruditos modernos la consideran parte de la Tradición deuteronómica, que abarca desde el libros del Deuteronomio hasta 2 Reyes, atribuida a escritores nacionalistas y devotos de Yahvé durante la época del rey reformador de Judea Josías en el siglo VII a. C.. Este capítulo se centra en la Batalla de Jericó bajo el liderazgo de Josué, parte de una sección que comprende Josué 5:13-12:24 sobre la conquista de Canaán.

## Texto
Este capítulo fue escrito originalmente en Lengua hebrea. Se divide en 27 Versículos.

### Testigos textuales
Algunos de los primeros manuscritos que contienen el texto de este capítulo en hebreo pertenecen a la tradición del Texto Masorético, que incluye el Códice de El Cairo (895), el Códice de Alepo (siglo X) y el Códice Leningradensis (1008). Fragmentos que contienen partes de este capítulo en hebreo fueron encontrados entre los Rollos del Mar Muerto incluyendo 4Q47 (4QJosha; 200-100 AEC) con los versículos 5-10 existentes.

Los manuscritos antiguos existentes de una traducción al griego koiné conocida como la Septuaginta (originalmente se hizo en los últimos siglos AEC) incluyen el Codex Vaticanus (B; {\displaystyle {\mathfrak {G}}}B; siglo IV) y Codex Alexandrinus (A; {\displaystyle {\mathfrak {G}}}A; siglo V). 
Fragmentos del texto griego de la Septuaginta El texto griego que contiene este capítulo se encuentra en manuscritos como Washington Manuscript I (siglo V de nuestra era), y una versión reducida del texto de la Septuaginta se encuentra en el Rollo de Josué ilustrado.

## Análisis
La narración de la conquista de la tierra de Canaán por los israelitas comprende los Versículos 5:13 a 12:24 del Libro de Josué y tiene el siguiente esquema:
A. Jericó (5:13-6:27)
1. Josué y el comandante del ejército del Señor (5:13-15)
2. Instrucciones para capturar la ciudad (6:1-5)
3. Obediencia a las instrucciones (6:6-21)
4. La liberación de la familia de Rahab y la destrucción de la ciudad (6:22-25)
5. Maldición y renombre (6:26-27)
B. Acán y Hai (7:1-8:29)
C. Renovación en el monte Ebal (8:30-35)
D. El engaño de los gabaonitas (9:1-27)
E. La Campaña en el Sur (10:1-43)
F. La Campaña en el Norte y Lista Resumida de Reyes (11:1-12:24)

## Instrucciones para la batalla (6:1-5)
El relato del ataque a Jericó sigue a la escena de la comisión (Josué 5:13-15) con una nota (Versículo 1) de que la gente de Jericó estaba presa del miedo (cf. Josué 2:24), por lo que la ciudad estaba «encerrada por dentro y por fuera». Las instrucciones del versículo 2-5 proceden de Dios directamente, en lugar de a través del comandante, y comienzan como un plan de batalla, pero luego se transforman en un extenso acto de adoración: los hombres de guerra debían marchar alrededor de la ciudad una vez al día durante seis días, junto con los sacerdotes que llevaban el Arca de la Alianza y siete sacerdotes que iban delante del arca llevando trompetas de cuerno de carnero, y luego, al séptimo día, todos debían circunvalar Jericó siete veces antes de que los sacerdotes tocaran las trompetas largamente y todos los hombres gritaran con fuerza.  Con el prolongado toque de trompeta y el gran ruido de los gritos, Dios prometió que los muros de Jericó caerían, permitiendo a los israelitas entrar en la ciudad y destruirla. El arca misma representa la presencia de Dios en la «Guerra Santa de Israel» (cf. 1 Samuel 4:1-3).

### Versículo 5

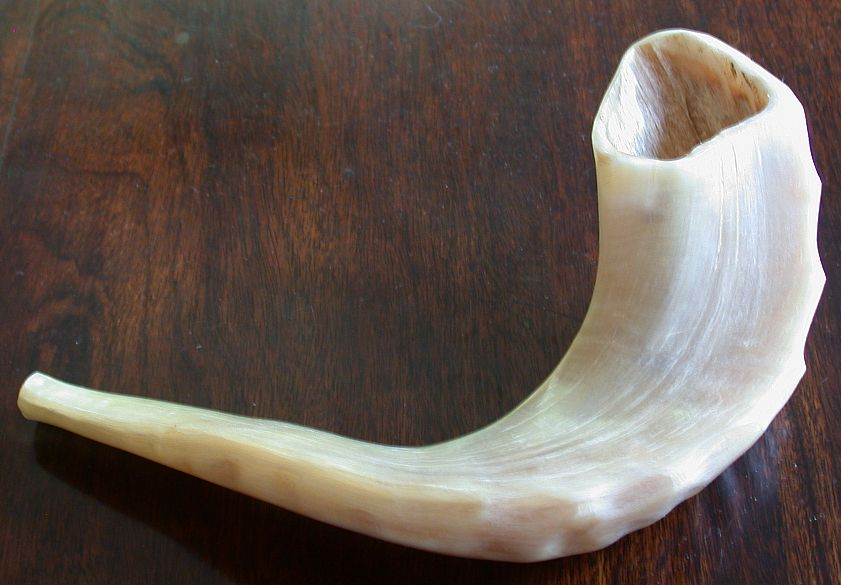
Un shofar hecho de un cuerno de Oveja

[Dios le dijo a Josué:] «Y cuando toquen largamente el cuerno de carnero, cuando oigan el sonido de la trompeta, entonces todo el pueblo gritará con gran júbilo, y el muro de la ciudad caerá de plano,[a] y el pueblo subirá, cada uno derecho delante de él.»
- «Cuerno de carnero»» de קרן היובל, qe-ren ha- yō-w-ḇêl,[23] para «shofar» es sólo se usa aquí en toda la Biblia hebrea.[24]

#### Comentario a los versículos 1-11
Desde el inicio de la conquista de la tierra prometida, se destaca que los israelitas no obtuvieron las ciudades por su fuerza militar, sino como un don de Dios, quien entregó todo en sus manos. Este aspecto se subraya en el caso de Jericó: aunque la ciudad estaba completamente cerrada (v. 1), el Señor declara a Josué: «Pongo en tus manos Jericó» (v. 2). Esto evidencia que, para Dios, nada es imposible. Las instrucciones para conquistar la ciudad no siguen una lógica militar, sino que resaltan el protagonismo divino. Más que una estrategia bélica, parecen preparar la entrada solemne del Arca de la Alianza en la ciudad, con elementos litúrgicos como los seis días de preparación, el clímax en el séptimo día y los sacerdotes que llevan el Arca precedidos por trompetas de carnero. Este acto no es marcial, sino un cumplimiento fiel del plan de Dios, cuyo éxito depende de la obediencia del pueblo a sus instrucciones.

## La destrucción de Jericó (6:6-27)

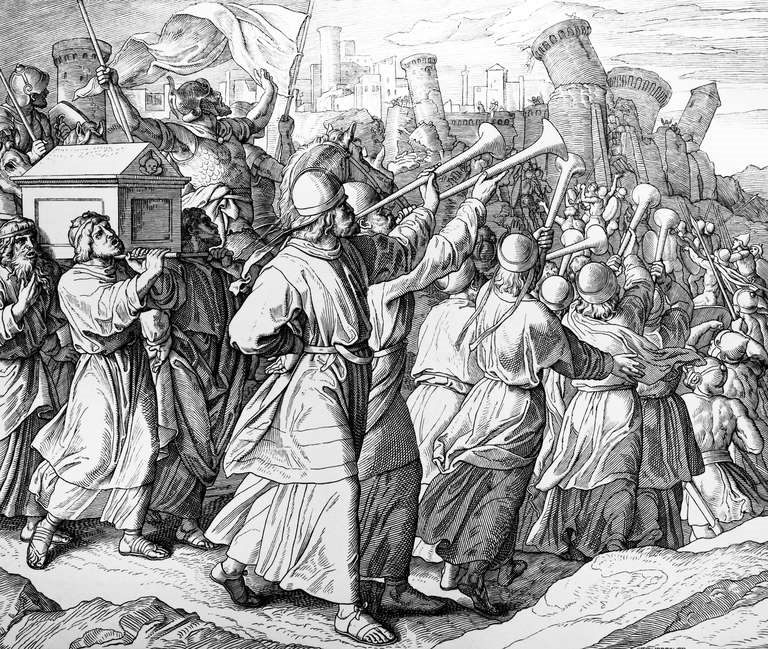
«La batalla de Jericó», por Julius Schnorr von Carolsfeld (1794-1872)

Todo el procedimiento antes de la batalla real es un acto de obediencia religiosa y devoción sin realismo militar para enfatizar que en este relato primario de la Guerra Santa de Israel la victoria pertenece a YHWH. En contraste con las victorias triunfantes en la Guerra Santa de Transjordania (Deuteronomio 2:26-3:11, especialmente 2:31), aquí se presenta un nuevo significado y solemnidad sobre la toma de Jericó, como el 'primer fruto' de la conquista de la tierra prometida.
Destaca el protagonismo del número siete (siete trompetas, versículo 8; días, siete circuitos en el séptimo día, versículos 14-15; cf. versículo 4), como también en otras partes de la Biblia hebrea (Génesis 1:1-2:4; 4:24) y en la literatura antigua como las de Ugarit. La teología del herem, o 'prohibición', en el centro de la narración, y de la Guerra Santa, también era conocida fuera de Israel (el rey Mesha de Moab escribió haber sometido a los israelitas al herem, en la Piedra Moabita de mediados del siglo IX), con sus implicaciones detalladas en los Versículos 17, 21 (cf. Deuteronomio 20:16-18 para la ley): todos los seres vivos, todas las criaturas vivas, y toda la riqueza de la ciudad debe ser consagrada a Dios y depositada en el «tesoro de Yahveh» (es decir, en cualquier santuario de la ciudad).
(es decir, en cualquier santuario de YHWH). El relato de la batalla contiene una nota clara sobre la protección dada a Rahab y a su familia (Versículos 22-25), de acuerdo con el compromiso hecho en capítulo 2.

### Versículo 21
21Consagraron al anatema todo lo que había en ella: pasaron a filo de espada a hombres y mujeres, jóvenes y ancianos, a bueyes, ovejas y burros.

#### Comentarios al versículo 21
Las normas sobre el anatema en Dt 7,1-6.25-26; 13,13-19 y, especialmente, en 20,16-18 instan a Israel a evitar la idolatría de los cananeos destruyendo todo lo consagrado. Aunque estas disposiciones puedan parecer crueles para nuestra mentalidad, deben entenderse en su contexto histórico y como parte del desarrollo gradual de la revelación divina. Por un lado, reflejan prácticas comunes en la antigüedad; por otro, al exigir la destrucción del botín, disuaden guerras motivadas por codicia. Estas leyes fueron transitorias y no justifican la violencia en ningún tiempo. La plenitud de la revelación divina se encuentra en Cristo, quien en el Sermón de la Montaña (Mt 5,44-45) enseña el amor a los enemigos. Místicamente, este mandato ha sido interpretado como un llamado a la renuncia total para unirse a Dios, como explica San Juan de la Cruz en Subida al monte Carmelo:

...para que entendamos cómo para entrar en esta divina unión ha de morir todo lo que vive en el alma, poco y mucho, chico y grande, y el alma ha de quedar sin codicia de todo ello.

### Versículos 22-23
22-Josué dijo a los dos hombres que habían explorado la tierra: —Id a casa de la prostituta y sacadla de allí junto con sus pertenencias, tal como se lo habíais jurado. 
23-Los jóvenes exploradores fueron y sacaron a Rajab, a su padre, a su madre, a sus hermanos y todo lo que tenía. Sacaron a toda su familia y los instalaron fuera del campamento de Israel.

#### Comentarios a los versículos 22-23
Rajab se incorporó a Israel y obtuvo la salvación como premio a su buena acción con los exploradores (2,1-21). Su recuerdo llega hasta el Nuevo Testamento. Es una de las mujeres que figuran en la genealogía de Jesús (Mt 1,5), y su fe con obras es alabada en Hb 11,31 y St 2,25. Los Padres de la Iglesia han visto en Rajab una figura de la salvación de los gentiles que acogen la fe cristiana:

Esta Jericó simbólica, esto es, el mundo, está destinada a caer. El fin del mundo es algo de que nos hablan ya desde antiguo y repetidamente los libros santos. (…) [El Señor] salvará únicamente a aquella mujer que acogió a sus exploradores, figura de todos los que acogieron con fe y obediencia a sus apóstoles y, como ella, los colocaron en la parte más alta, por lo que mereció ser asociada a la casa de Israel. Pero a esta mujer, con todo su simbolismo, no debemos ya recordarle ni tenerle en cuenta sus culpas pasadas. En otro tiempo fue una prostituta, mas ahora está unida a Cristo con un matrimonio virginal y casto. 

Otros han visto en la casa de Rajab, fuera de la cual no hubo salvación, una figura de la Iglesia: 

¿Crees tú —comenta San Cipriano— que puede mantenerse en pie y seguir viviendo quien se aleja de la Iglesia y se construye otras moradas y otros habitáculos distintos, teniendo en cuenta lo que se le dijo a aquella (Rajab), en quien estaba prefigurada la Iglesia? Esto es: reunirás a tu padre y a tu madre, a tus hermanos y a toda la casa de tu padre junto a ti, en tu misma casa; y sucederá que quien saliera fuera de la puerta de tu casa, se constituirá culpable por su cuenta.

### Versículo 26
En aquel tiempo Josué les ordenó, diciendo: «Maldito sea el hombre delante de Jehová que se levante y edifique esta ciudad Jericó; con su primogénito echará sus cimientos, y con su hijo menor levantará sus puertas.»

#### Comentarios al versículo 26
La maldición pronunciada por Josué alude a la costumbre cananea de ofrecer sacrificios humanos con motivo de la construcción de las ciudades. En 1 R 16,34 se dice que Jiel de Betel, que reedificó Jericó puso los cimientos sobre Abiram, su hijo mayor, y colocó las puertas sobre Segub, su hijo menor.  La maldición de Josué a Jericó en este Versículo tendrá un sombrío eco en 1 Reyes 16:34.

#### Comentario a los versículos 12-27
El relato de la toma de Jericó no es, ciertamente, una crónica militar sobre la conquista de la ciudad. Está narrado en lenguaje teológico, con el que se enseña que el éxito en ese primer asedio realizado por Israel en la tierra prometida fue consecuencia de su obediencia a los designios de Dios. El asalto a la ciudad, que según se indica al principio del relato resultaba difícil ya que estaba bien fortificada (cfr 6,1), se consiguió por unos medios muy distintos a los convencionales. La fe en Dios manifestada en la obediencia rendida a las órdenes de Josué, su mediador, fue suficiente para que los obstáculos se desvanecieran por sí mismos.

Por la fe, se derrumbaron los muros de Jericó después de dar vueltas alrededor de ellos durante siete días. Por la fe, Rajab, la meretriz, no pereció con los incrédulos, por haber acogido en son de paz a los exploradores.

 En la historia del Pueblo de Dios a lo largo de los siglos, y en la historia personal de cada uno, se comprueba muchas veces que las dificultades desaparecen cuando se afrontan con fe y se obedece a quien en nombre de Dios indica los medios que han de ponerse, aunque parezcan desproporcionados. La obediencia que nace de la fe siempre es eficaz: 

¡Oh, cuán dulce y gloriosa es esta virtud en la que se encuentran todas las demás porque es concebida y dada a luz por la caridad! En ella está fundada la piedra de la santísima fe. El que esté desposado con esta reina no siente mal alguno: percibe paz y quietud. No le pueden dañar las olas del mar tempestuoso ni tempestad alguna. (…) ¡Oh obediencia, que navegas sin trabajo y alcanzas sin peligro el puerto de la salvación! ¡Te pareces al Verbo, mi Hijo Unigénito: subes a la navecilla de la santísima cruz disponiéndote a sufrir antes que transgredir la obediencia del Verbo o abandonar sus enseñanzas! (…) Estás completamente alegre, porque tu rostro no se ha turbado con la impaciencia; estás serena y con fortaleza. Eres grande en la prolongada perseverancia; tan grande que participas del cielo y de la tierra, porque con ella se quita el cerrojo del cielo.

## Arqueología
El yacimiento de antigua Jericó fue excavado por:
- Charles Warren (1868) con el Fondo Británico de Exploración de Palestina.
- Ernst Sellin y Carl Watzinger (1907, 1909, 1911) con la Sociedad Oriental Alemana.
- John Garstang (1930-1936) con la Universidad de Liverpool y la Escuela Británica de Arqueología en Jerusalén.
- Kathleen Kenyon (1952-1958)
- La Expedición italo-palestina (1997-2017) por la Universidad «La Sapienza» y el MOTA-DACH palestino bajo la dirección de Lorenzo Nigro, Nicolò Marchetti, Hamdan Taha, Jehad Yasine etc.